# Paret

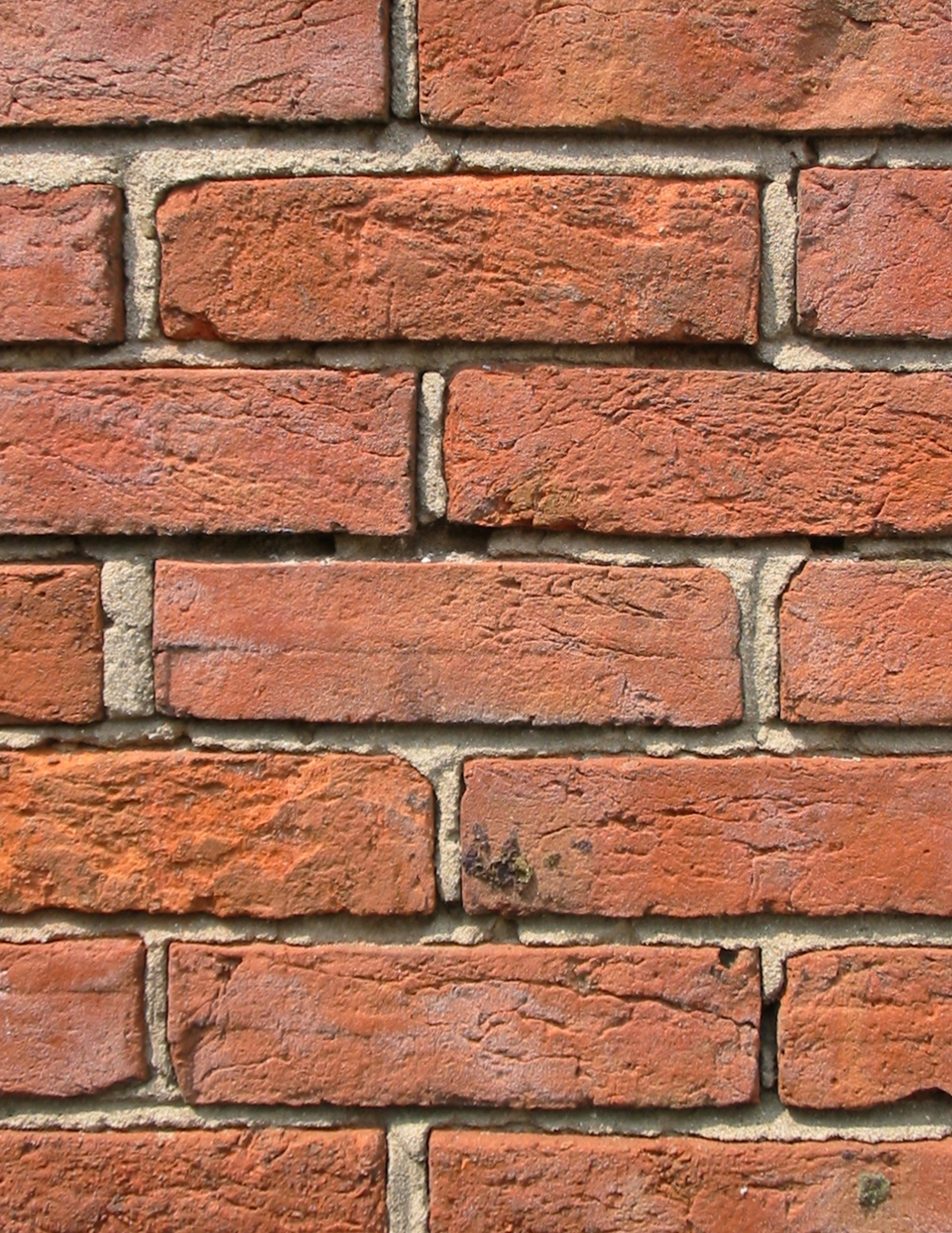
Paret de maons

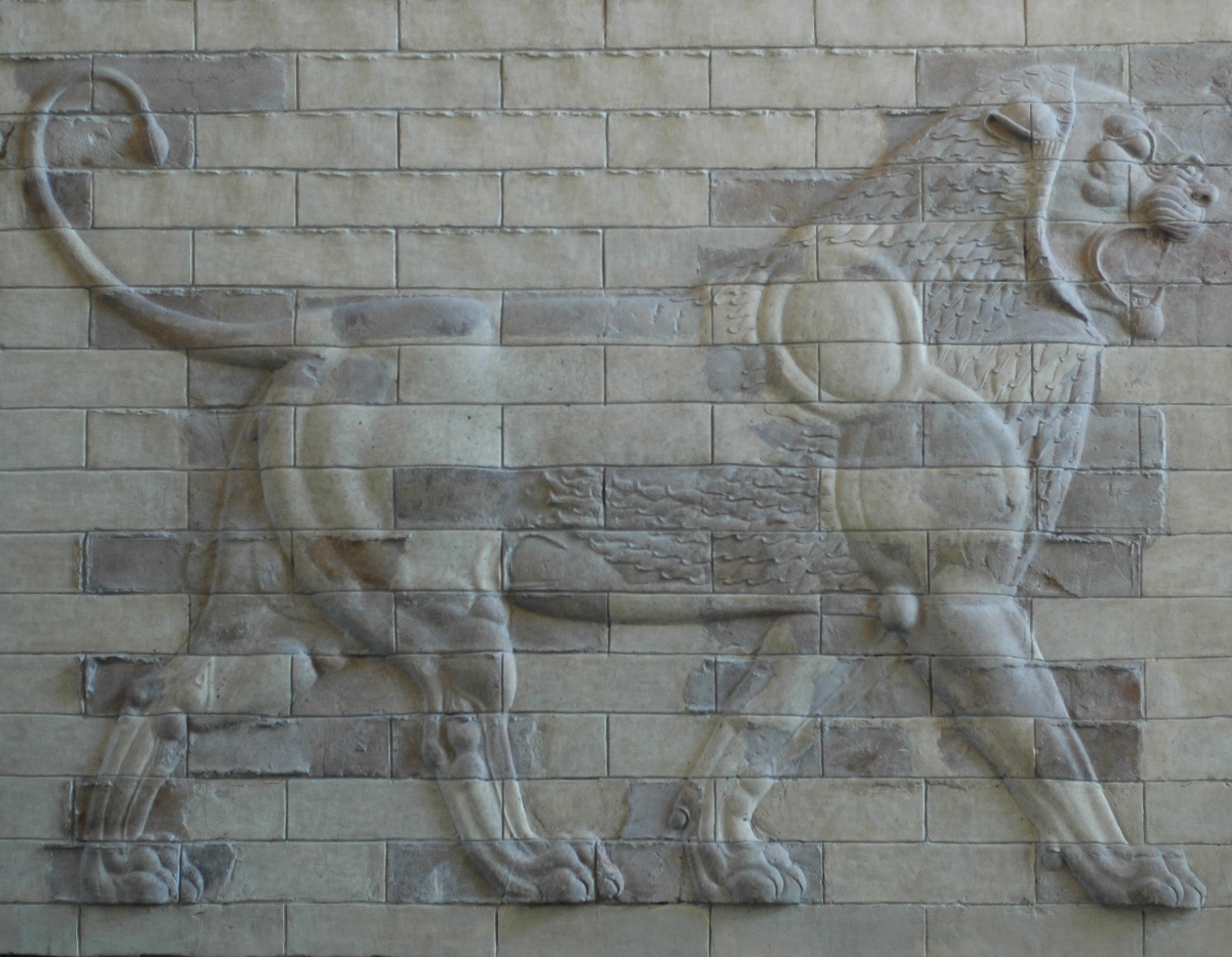
Paret decorativa, a l'antiga ciutat de Susa

Una paret o mur és una estructura vertical que isolen un espai de l'exterior. Han de ser resistents, duradores i han de protegir de la humitat. Normalment estan fetes de maons per ser més resistents.

## Terminologia
Paret i mur són sinònims parcials, puix que mur designa especialment a una paret exterior d'un edifici, la paret gruixuda que suporta el pes d'un edifici o en limita verticalment l'interior. També s'empra, particularment en plural, per a anomenar la construcció feta de pedres juxtaposades i sobreposades, de prou consistència per a tancar i servir de defensa a una ciutat, castell o altre recinte. Una paret mestra és un tipus de paret exterior o interior estructural, necessària per a mantenir l'edifici dret.

## Menes de parets
Segons la situació es pot parlar de:
- Parets exteriors: aïllen, formades per maons revocats amb morter de calç o ciment i pintats després, o estan recobertes amb lloses de materials petris o altres.
- Parets interiors: divideixen els espais. Són enguixades i pintades o recobertes amb paper, moqueta, fusta, etc.
- Parets mitjaneres: separen dues cases immediates.

Segons llur funció es pot parlar de:
- Parets mestres o de càrrega: carreguen el pes de l'obra o les bigues, sostenen voltes, arcades, etc. Aquestes estan formades per una toxana, un aïllant, un envà o mitja totxana i un enguixat. La totxana i la mitja totxana s'ajunten per mitjà del morter, que és una mescla de ciment, sorra i aigua.
- Parets de tancament: delimiten l'edifici i no suporten càrrega.
- Envans: separen cambres o estades d'un habitatge.

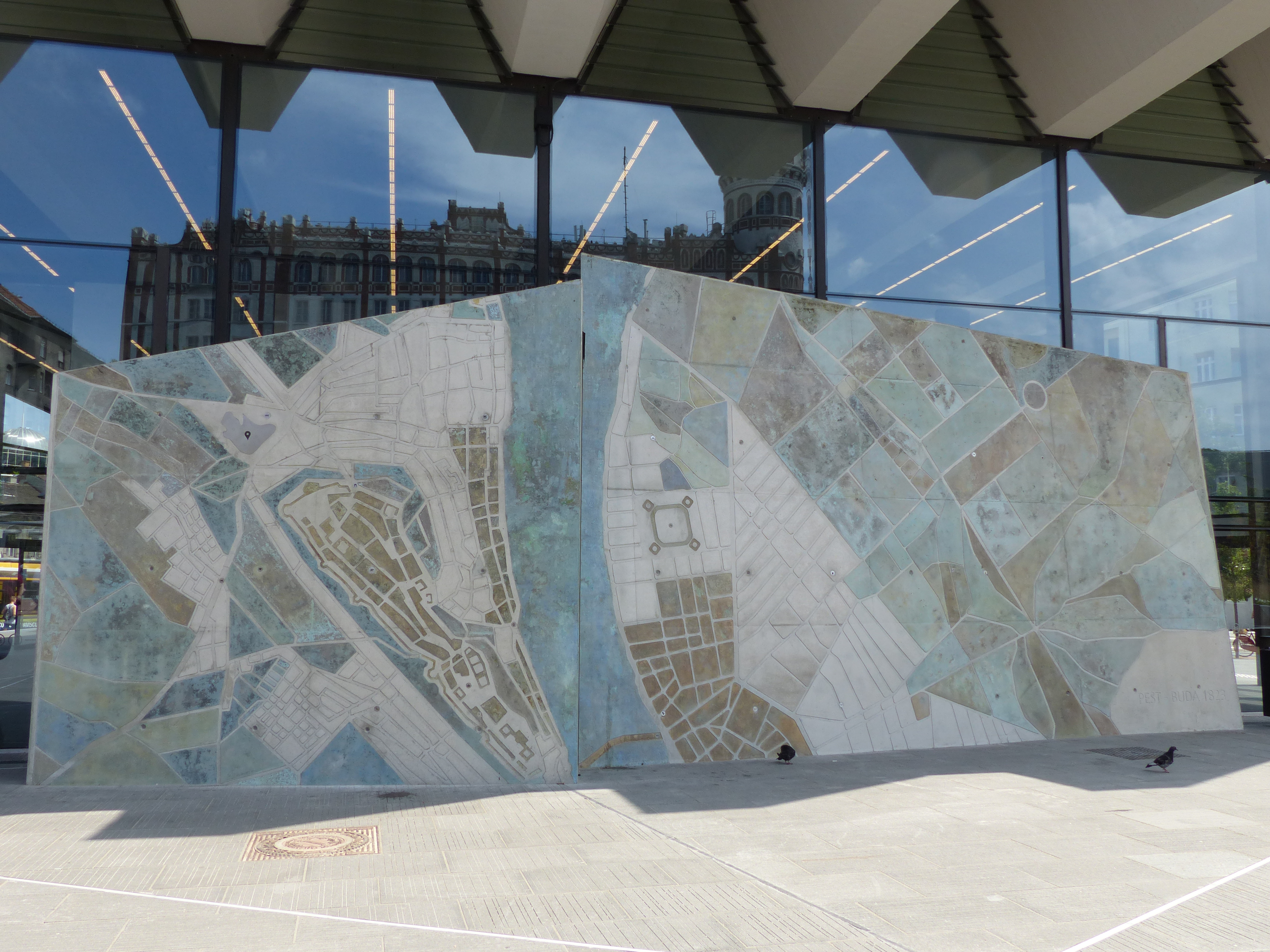
Art mural a la plaça Széll Kálmán de Budapest.

### Paret prefabricada
Les parets prefabricades són parets preassemblades en una fàbrica i enviades cap a on és necessari, llest per instal·lar. És més ràpid d'instal·lar en comparació amb el maó i altres murs i pot tenir un cost més baix en comparació amb altres tipus de parets.

### Paret de mulet
Les parets de mulet són un sistema estructural que transporta la càrrega de la llosa en panells prefabricats al voltant del perímetre.

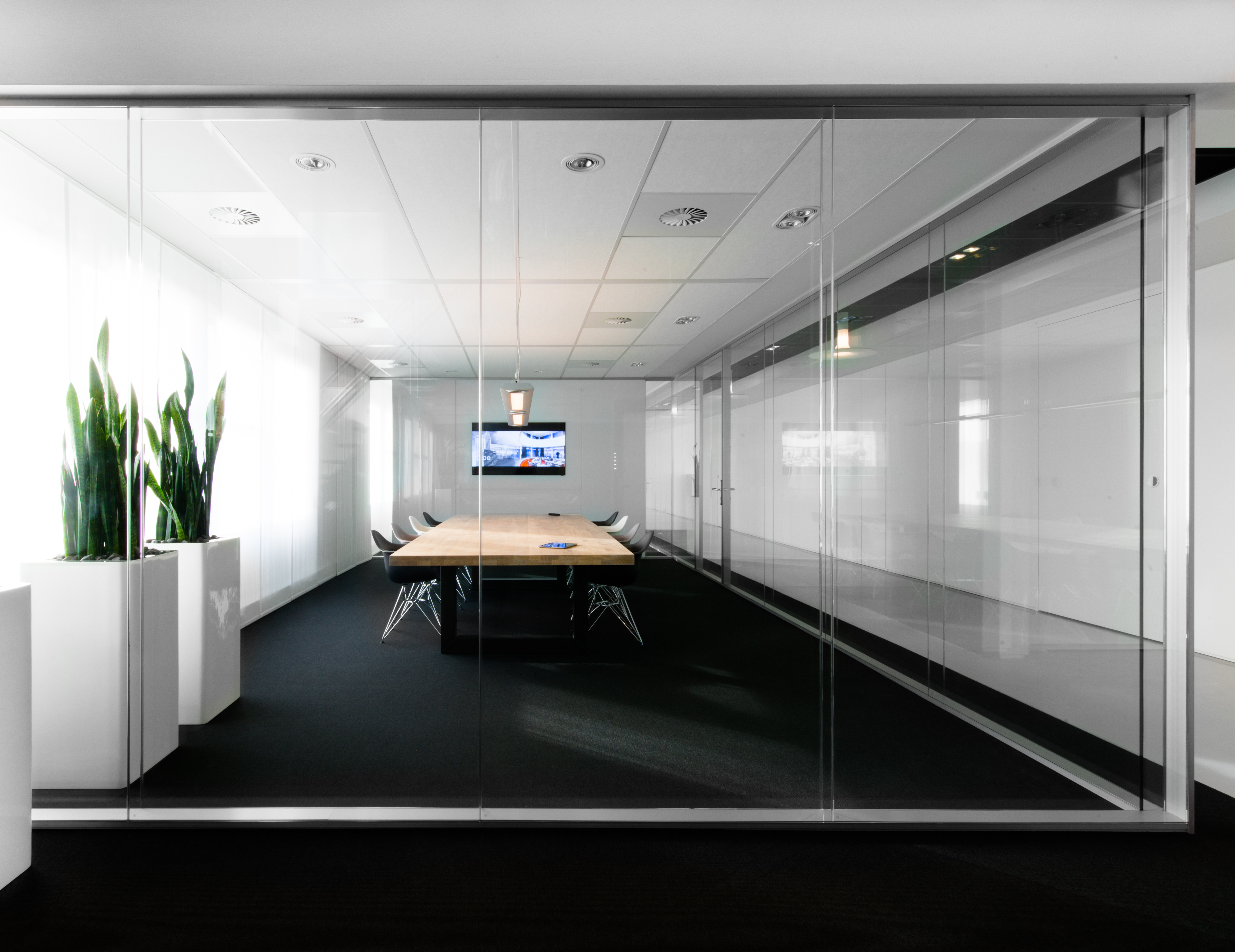
Mampara de vidre amb mirall

### Paret de partició
Una paret de partició és una paret normalment prima que s'utilitza per separar o dividir una habitació, principalment una preexistent. Les parets de partició no solen suportar càrregues i es poden construir amb molts materials, incloent-hi panells d'acer, maons, plàstic, guix, fusta, blocs d'argila, terracota, formigó i vidre.
Les mampares de vidre són una sèrie de panells de vidre temperat individuals muntats en emmarcat de fusta o metall. Es poden suspendre o lliscar al llarg d'una sòlida pista de sostre d'alumini. El sistema no requereix l'ús d'una guia de sòl, que permeti un funcionament fàcil i un llindar ininterromput.
Una partició de fusta es compon d'un entramat de fusta, sostingut a terra o per parets laterals. El revestiment metàl·lic i el guix, ben col·locats, formen una partició reforçada. Les particions construïdes a partir de taulers de fibra de ciment són molt populars com a bases de rajoles en cuines o en zones humides com els banys. La làmina galvanitzada fixada a membres de fusta o acer es fa majoritàriament en obres de caràcter temporal. També es poden construir murs de partició planers o reforçats a partir de formigó, inclosos blocs de formigó prefabricats. També hi ha disponible una partició amb marcs metàl·lics. Aquesta partició es compon de la pista (usada principalment a la base i el cap de la partició) i dels tacs (seccions verticals fixades a la pista normalment separades a 24 ", 16" o 12 ").
Les particions internes de la paret, també conegudes com a particions d'oficina, solen ser de cartró-guix (panells de guix) o de varietats de vidre. El vidre temperat és una opció comuna, ja que el vidre de ferro baix (més conegut com a vidre blanc opti) augmenta la transmissió de la llum i la calor solar.
Les particions de la paret es construeixen amb comptes i seguiment penjades al sostre o fixades a terra. Els panells s'insereixen en el seguiment i es fixen. Algunes variacions de la partició de la paret especifiquen la seva resistència al foc i el seu rendiment acústic.

### Paret de recollida
Una paret de recollida és la paret recolzada que tanca el perímetre d'un edifici construït amb una estructura de marc tridimensional.

### Paret tallafoc
|  | No s'ha de confondre amb Tallafoc (informàtica). |

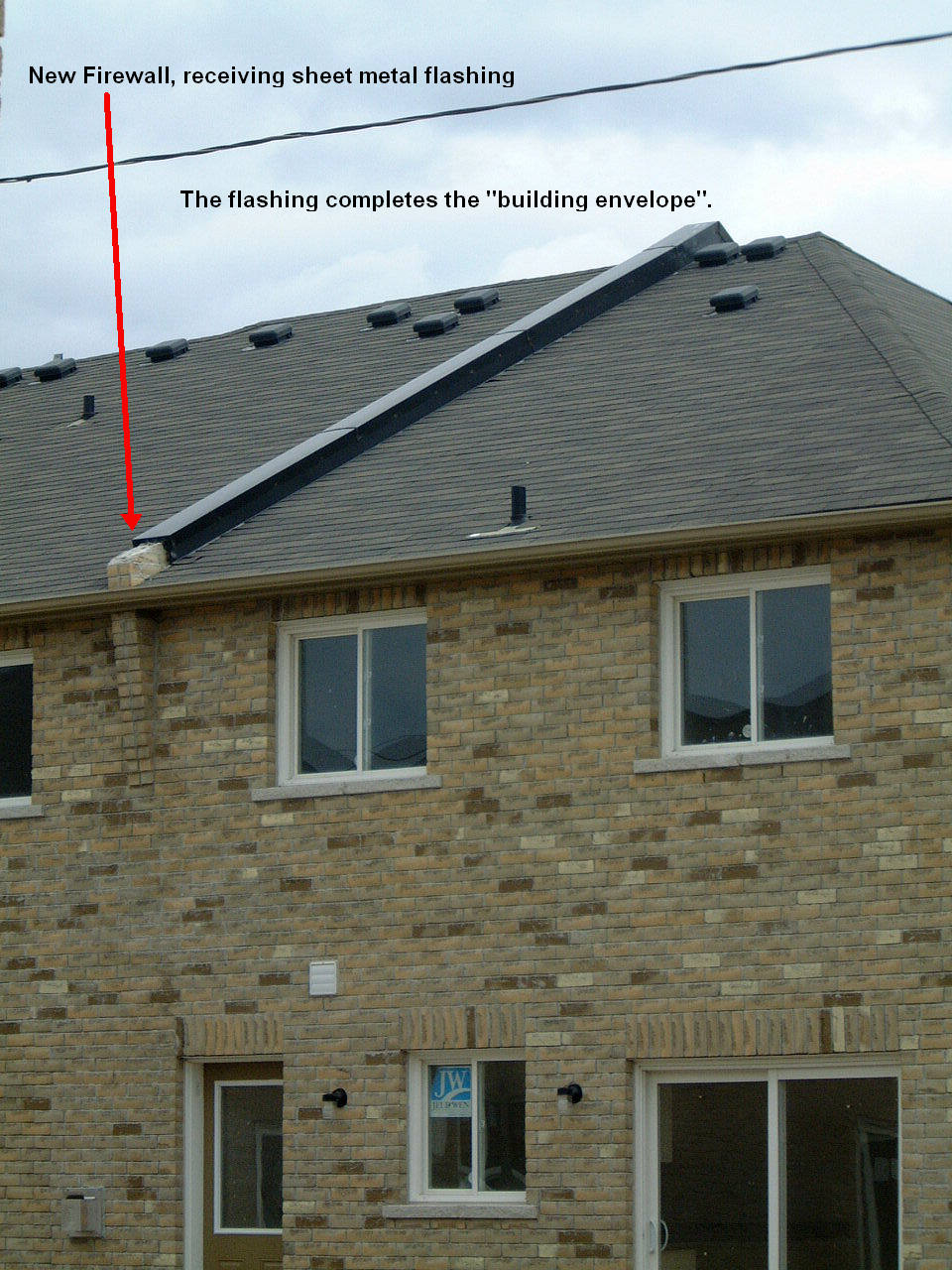
Tallafoc que sobresurt de la teulada d'un edifici d'apartaments canadenc.

Les parets tallafoc es resisteixen a la propagació del foc dins o de vegades entre estructures per proporcionar protecció passiva contra el foc. Un retard en la propagació del foc dona als ocupants més temps per escapar i combatre més temps per apagar el foc. Aquestes parets no tenen finestres, i estan fetes de materials no combustibles com el formigó, el bloc de ciment, el maó o el panell de guix assortit de foc, i tenen penetracions de paret segellades amb materials especials. Una porta en un tallafocs ha de tenir una porta de foc classificada. Les parets de foc proporcionen una resistència variable a la propagació del foc, algunes destinades a durar una a quatre hores. Els tallafocs, generalment, també poden actuar com a barreres de fum quan es construeixen verticalment des de la llosa fins a la coberta del sostre i de forma horitzontal des d'una paret exterior a la paret exterior subdividint un edifici en seccions. Quan es construeix d'aquesta manera, la paret de foc també pot denominar-se una paret de separació d'àrea.

### Paret de tall
Les parets de tall resisteixen les forces laterals, com ara un terratrèmol o un vent intens. Hi ha diferents tipus de parets de tall, com la paret de tall de placa d'acer.

### Paret de genoll
Les parets de genoll són parets curtes que donen suport a les bigues o afegeixen alçada a les habitacions de la planta superior. En una casa d'1 a 2 pisos, la paret de genolls suporta la meitat del pes.

### Paret de cavitat

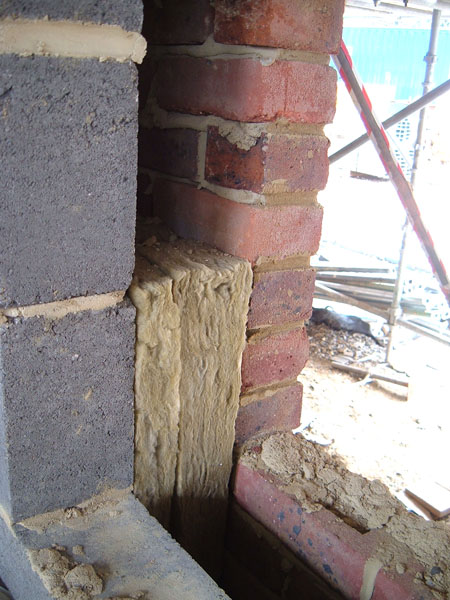
Una paret de cavitat típica amb aïllament durant la construcció.

Les parets de cavitat són parets fetes amb un espai entre dues "pells" per inhibir la transferència de calor.

### Paret nana
La paret nana (o paret de poni) és un terme general per a parets curtes, com ara:
Una meitat de la paret que només s'estén a mig camí del pis al sostre, sense suportar res.
Una paret de tija: un mur de formigó que s'estén des de la llosa de la fundació fins a les bigues de la paret.
Una paret esquinçada: una paret emmarcada de la paret de la tija o la llosa de la base a les bigues de terra

### Energia solar
Una paret de trombe en el disseny de l'edifici solar passiu actua com a dissipador de calor.

## Les parets de la cultura popular

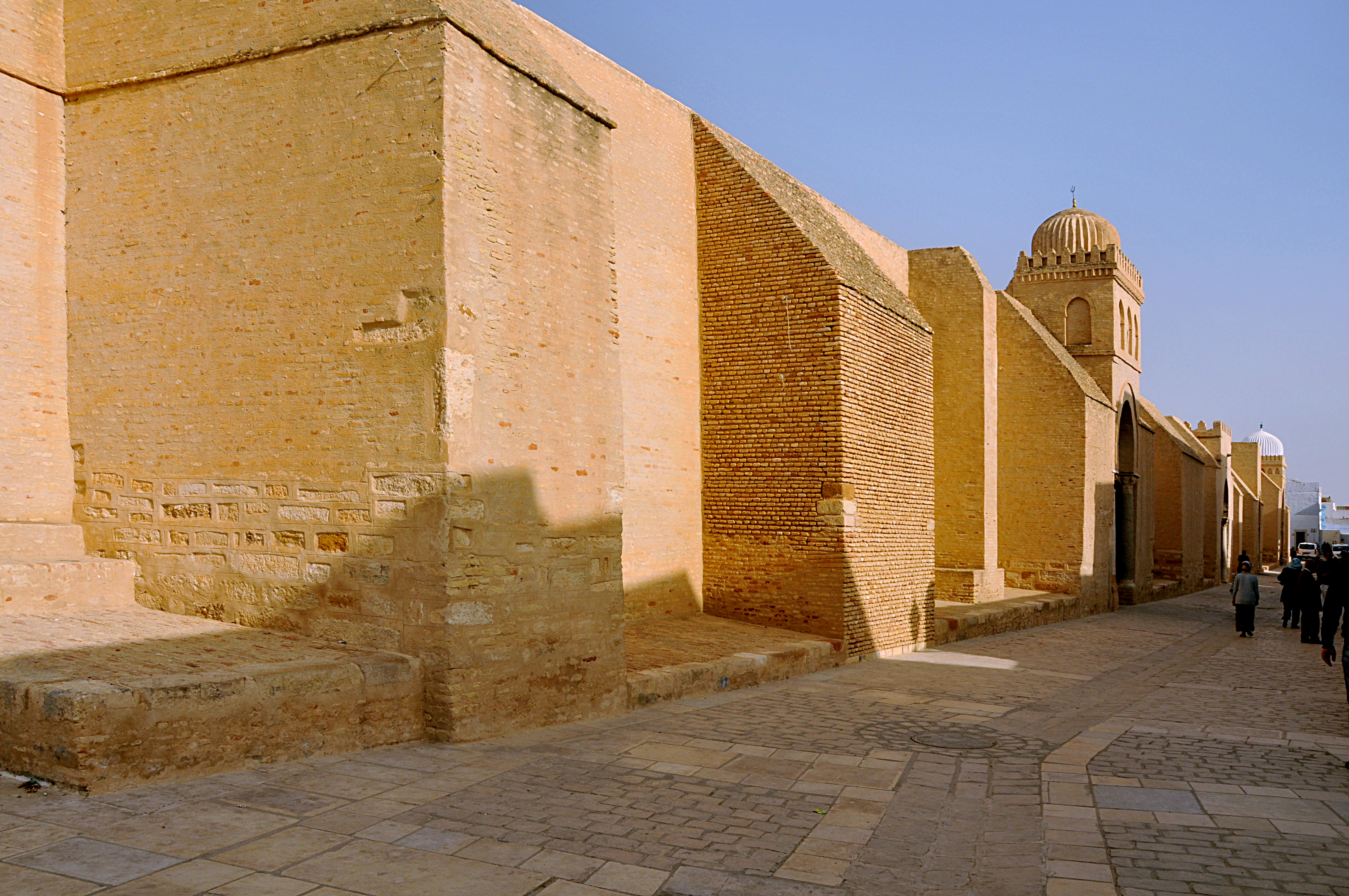
Vista de la paret tancada occidental de la Gran Mesquita de Kairuan (també anomenada Mesquita d'Uqba) a la ciutat de Kairuan a Tunísia.

Les parets sovint es veuen en la cultura popular, sovint representant barreres que impedeixen el progrés o l'entrada. Per exemple:

### Murs simbòlics i ficcionals
La banda de rock progressista / psicodèlica Pink Floyd va utilitzar una paret metafòrica per representar l'aïllament sentit pel protagonista del seu àlbum conceptual The Wall de 1979.
El poeta nord-americà Robert Frost descriu una paret rocosa inútil com a metàfora de la miopia de la cultura en el seu poema "Mending Wall", publicat el 1914.
En alguns casos, una paret pot referir-se a la malaltia mental o física de la persona, que es considera una barrera intransitable.
A la sèrie Cançó de gel i foc de George R. R. Martin i la seva adaptació a la televisió, Game of Thrones, la paret té diversos papers importants: com una fortificació colossal, feta de gel i fortificada amb encanteris màgics; com a barrera cultural; i com a codificació d'hipòtesis. Incompliments del mur, a qui se li permet creuar-lo i qui no ho és, i la seva destrucció té implicacions simbòliques, logístiques i polítiques importants en la història. Segons s'informa més de 213 metres (700 peus) d'alçada i 483 quilòmetres (300 milles) d'amplada, divideix la frontera nord del regne dels Set Regnes del domini dels arbres forestals i de diverses categories de morts vivents que viuen més enllà.

### Muralles històriques
En un exemple real, el mur de Berlín, construït per la Unió Soviètica per dividir Berlín en les zones d'ocupació de l'OTAN i del Pacte de Varsòvia, es va convertir en un símbol mundial de l'opressió i l'aïllament.

### Parets de mitjans socials
Un altre ús comú és com una superfície comunitària a escriure. Per exemple, el lloc de xarxes socials Facebook usava prèviament un "mur" electrònic per registrar els missatges de gràfics dels amics fins que va ser substituït per la funció "línia de temps"

## Materials
Els murs són elements físics que es basen en les propietats resistents dels materials constructius emprats per a bastir-los. Des dels materials tradicionals fins als materials més moderns

### Fusta
La fusta dels arbres ha estat usada de diverses maneres, des de temps molt antics, per a construir tota mena de murs i parets. La fusta dels arbustos, canyes i altres elements vegetals, ha servit en funcions similars.

#### Palissades
Les palissades són murs o tanques de fusta, amb funcions defensives o de barrera i tanca per al bestiar. Una construcció típica es basa en troncs d’arbre clavats verticalment de forma sòlida i ben junts cadascun a prop de l’altre.
- Els campaments militars romans disposaven d’una palissada. En cas d’emergència cada soldat carregava dues o tres estaques per a muntar, cada nit, un campament fortificat.
- Una palissada històrica famosa fou La Palissada («English Pale») d’Irlanda. El seu nom deriva de la palissada defensiva que protegia les forces d’ocupació angleses.
  - La següent descripció prové de la Parròquia de Taney: Història de Dundrum, prop de Dublín i el seu veïnat.[10]

| « | En el període immediatament posterior a l'assentament normand es va construir la barrera, coneguda com La palissada, separant les terres ocupades pels colons de les quals romanien en mans dels nadius. Aquesta barrera va consistir en una muralla alçada uns deu o dotze peus del sòl, coberta d'espines i estaques en la part exterior. No es va construir amb la intenció de mantenir als nadius fora, sinó com a obstacle que destorbés en els intents d'assalt al castell dels colons i així poder tenir temps per a un eventual rescat. L'estacada començava a Dalkey, i continuava fins a Southwesterly dirigint-se a Kilternan; després es dirigia cap al Nord passant per Kilgobbin, on encara hi ha un castell. Creuava la parròquia de Taney cap al Sud fins a la part de les terres de Balally, ara anomenades Moreen, i d'allí en adreça cap a l'oest de Tallaght, continuant fins a Naas al comtat de Kildare. En la muralla fronterera amb Moreen encara pot veure's una petita torre vigia i les restes confrontants de la casa del vigilant. Des d'aquest punt, una fogata en el far llançava el senyal d'alarma que arribava tan lluny com a Tallaght, on hi havia un castell important. En el 2008 encara pot veure's una part de l'estacada a Kildare entre Clane i l'institut Clongowes Wood a Sallins. | » |

#### Cabanes de troncs
Les cabanes de troncs són molt antigues. Vitruvi, en la seva obra De Architectura, ja parlava de la construcció de cases de troncs.

#### Parets de taulons de fusta

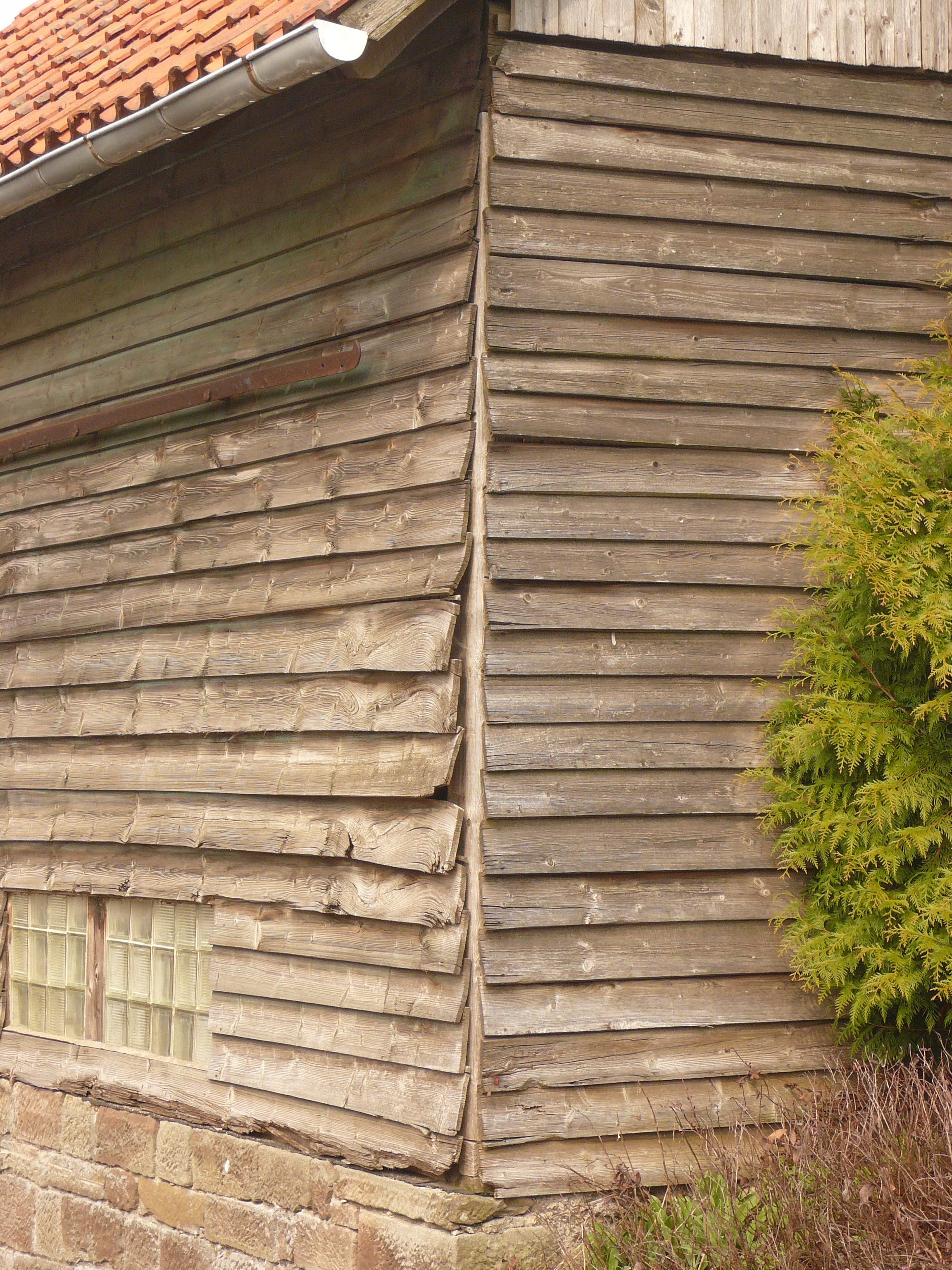
Paret de taulons de fusta tinglats

Quan la disponibilitat de fusta serrada era (i encara és) competitiva comparada amb la dels troncs sense serrar, es poden construir parets de taulons o llates de fusta. Una disposició típica aprofita el muntatge inclinat de peces horitzontals de fusta que s’encavalquen parcialment sobre la peça inferior. Així es facilita la impermeabilitat contra la pluja i augmenta la rigidesa de la paret (a igualtat de pes). Aquesta solució és molt semblant a la dels bucs amb folre tinglat.

#### Tanques de bardissa
Les obres de fortificació poden emprar parets, murs o tanques de feixina. Amb feixos formats amb branques d'arbres, arbustos o bardisses.

### Torba
La torba ha estat emprada com a material de construcció de murs, tanques i parets de cases.

### Gespa
De manera similar a la torba, la gespa pot usar-se per a construir parets i murs fortificats.